# 퐁디엔 시사
퐁디엔 시사(베트남어: Thị xã Phong Điền / 市社豐田)은 베트남 북중부 지방 후에의 티싸(시사)이다.

## 행정 구역
퐁디엔시사은 6방, 6사를 관할하고 있다.

### 방
- 퐁안방 (Phong An / 豐安社)
- 퐁하이방 (Phong Hải / 豐海社)
- 퐁히엔방 (Phong Hiền / 豐賢社)
- 퐁호아방 (Phong Hòa / 豐和社)
- 퐁푸방 (Phong Phú / 豐富社)
- 퐁투방 (Phong Thu / 豐收社)

### 사
- 퐁빈사 (Phong Bình / 豐平社)
- 퐁쯔엉사 (Phong Chương / 豐彰社)
- 퐁미사 (Phong Mỹ / 豐美社)
- 퐁선사 (Phong Sơn / 豐山社)
- 퐁타인사 (Phong Thạnh / 豐盛社)
- 퐁쑤언사 (Phong Xuân / 豐春社)